# Джексон, Айзея
Айзея Джексон (англ. Isaiah Jackson; род. 10 января 2002, Понтиак, Мичиган) — американский профессиональный баскетболист, выступающий в НБА за команду «Индиана Пэйсерс». Играет на позиции тяжёлого форварда. На драфте НБА 2021 года он был выбран под 22-м номером.

## Профессиональная карьера

### Индиана Пэйсерс (2021—настоящее время)
Джексон был выбран «Лос-Анджелес Лейкерс» под 22-м номером на драфте НБА 2021 года, а затем обменян в «Индиану Пэйсерс». 23 октября он дебютировал в НБА, набрав одно очко за две минуты игры во время победного матча над «Майами Хит» в овертайме со счётом 102:91. 31 января 2022 года Джексон набрал рекордные в карьере 26 очков, сделал 10 подборов и 2 блок-шота, в победном матче против «Лос-Анджелес Клипперс».

## Статистика

### Статистика в НБА
| Сезон                                                                                    | Команда | Регулярный сезон | Регулярный сезон | Регулярный сезон | Регулярный сезон | Регулярный сезон | Регулярный сезон | Регулярный сезон | Регулярный сезон | Регулярный сезон | Регулярный сезон | Регулярный сезон | Серия плей-офф | Серия плей-офф | Серия плей-офф | Серия плей-офф | Серия плей-офф | Серия плей-офф | Серия плей-офф | Серия плей-офф | Серия плей-офф | Серия плей-офф | Серия плей-офф |
| Сезон                                                                                    | Команда | GP               | GS               | MPG              | FG%              | 3P%              | FT%              | RPG              | APG              | SPG              | BPG              | PPG              | GP             | GS             | MPG            | FG%            | 3P%            | FT%            | RPG            | APG            | SPG            | BPG            | PPG            |
| ---------------------------------------------------------------------------------------- | ------- | ---------------- | ---------------- | ---------------- | ---------------- | ---------------- | ---------------- | ---------------- | ---------------- | ---------------- | ---------------- | ---------------- | -------------- | -------------- | -------------- | -------------- | -------------- | -------------- | -------------- | -------------- | -------------- | -------------- | -------------- |
| 2021/22                                                                                  | Индиана | 36               | 15               | 15,0             | 56,3             | 31,3             | 68,2             | 4,1              | 0,3              | 0,7              | 1,4              | 8,3              | Не участвовал  | Не участвовал  | Не участвовал  | Не участвовал  | Не участвовал  | Не участвовал  | Не участвовал  | Не участвовал  | Не участвовал  | Не участвовал  | Не участвовал  |
| 2022/23                                                                                  | Индиана | 63               | 12               | 16,5             | 56,3             | 14,3             | 65,1             | 4,5              | 0,8              | 0,5              | 1,5              | 7,2              | Не участвовал  | Не участвовал  | Не участвовал  | Не участвовал  | Не участвовал  | Не участвовал  | Не участвовал  | Не участвовал  | Не участвовал  | Не участвовал  | Не участвовал  |
| 2023/24                                                                                  | Индиана | 60               | 3                | 12,8             | 66,5             | 0,0              | 71,6             | 4,0              | 0,8              | 0,6              | 1,0              | 6,4              | 15             | 0              | 10,2           | 53,5           | -              | 61,1           | 3,2            | 0,5            | 0,2            | 0,9            | 3,8            |
|                                                                                          | Всего   | 159              | 30               | 14,8             | 59,4             | 20,6             | 67,9             | 4,2              | 0,7              | 0,6              | 1,3              | 7,1              | 15             | 0              | 10,2           | 53,5           | -              | 61,1           | 3,2            | 0,5            | 0,2            | 0,9            | 3,8            |
| Наведите курсор мыши на аббревиатуры в заголовке таблицы, чтобы прочесть их расшифровку. |         |                  |                  |                  |                  |                  |                  |                  |                  |                  |                  |                  |                |                |                |                |                |                |                |                |                |                |                |

### Статистика в Джи-Лиге
| Сезон                                                                                    | Команда            | Регулярный сезон | Регулярный сезон | Регулярный сезон | Регулярный сезон | Регулярный сезон | Регулярный сезон | Регулярный сезон | Регулярный сезон | Регулярный сезон | Регулярный сезон | Регулярный сезон | Серия плей-офф | Серия плей-офф | Серия плей-офф | Серия плей-офф | Серия плей-офф | Серия плей-офф | Серия плей-офф | Серия плей-офф | Серия плей-офф | Серия плей-офф | Серия плей-офф |
| Сезон                                                                                    | Команда            | GP               | GS               | MPG              | FG%              | 3P%              | FT%              | RPG              | APG              | SPG              | BPG              | PPG              | GP             | GS             | MPG            | FG%            | 3P%            | FT%            | RPG            | APG            | SPG            | BPG            | PPG            |
| ---------------------------------------------------------------------------------------- | ------------------ | ---------------- | ---------------- | ---------------- | ---------------- | ---------------- | ---------------- | ---------------- | ---------------- | ---------------- | ---------------- | ---------------- | -------------- | -------------- | -------------- | -------------- | -------------- | -------------- | -------------- | -------------- | -------------- | -------------- | -------------- |
| 2021/22                                                                                  | Форт-Уэйн Мэд Энтс | 5                | 4                | 18,2             | 63,5             | 75,0             | 57,1             | 6,8              | 1,0              | 0,4              | 3,0              | 15,8             | Не участвовал  | Не участвовал  | Не участвовал  | Не участвовал  | Не участвовал  | Не участвовал  | Не участвовал  | Не участвовал  | Не участвовал  | Не участвовал  | Не участвовал  |
| 2022/23                                                                                  | Форт-Уэйн Мэд Энтс | 2                | 2                | 30,5             | 51,5             | 40,0             | 75,0             | 10,5             | 2,0              | 0,5              | 2,5              | 20,5             | Не участвовал  | Не участвовал  | Не участвовал  | Не участвовал  | Не участвовал  | Не участвовал  | Не участвовал  | Не участвовал  | Не участвовал  | Не участвовал  | Не участвовал  |
|                                                                                          | Всего              | 7                | 6                | 21,7             | 58,8             | 61,5             | 63,6             | 7,9              | 1,3              | 0,4              | 2,9              | 17,1             | Не участвовал  | Не участвовал  | Не участвовал  | Не участвовал  | Не участвовал  | Не участвовал  | Не участвовал  | Не участвовал  | Не участвовал  | Не участвовал  | Не участвовал  |
| Наведите курсор мыши на аббревиатуры в заголовке таблицы, чтобы прочесть их расшифровку. |                    |                  |                  |                  |                  |                  |                  |                  |                  |                  |                  |                  |                |                |                |                |                |                |                |                |                |                |                |

### Статистика в NCAA
| Сезон | Команда  | Conf  | Class | GP | GS | MPG  | FG%  | 3P% | FT%  | RPG | APG | SPG | BPG | PPG |
| --- | -------- | ----- | ----- | -- | -- | ---- | ---- | --- | ---- | --- | --- | --- | --- | --- |
| 2020/21 | Кентукки | SEC   | FR    | 25 | 18 | 20,8 | 54,0 | 0,0 | 70,0 | 6,6 | 0,7 | 0,8 | 2,6 | 8,4 |
| Всего | Всего    | Всего | Всего | 25 | 18 | 20,8 | 54,0 | 0,0 | 70,0 | 6,6 | 0,7 | 0,8 | 2,6 | 8,4 |
| Наведите курсор мыши на аббревиатуры в заголовке таблицы, чтобы прочесть их расшифровку Статистика приведена с сайта sports-reference.com |          |       |       |    |    |      |      |     |      |     |     |     |     |     |